# Buick Excelle GT
La Buick Excelle GT è un'autovettura prodotta dalla casa automobilistica statunitense Buick dal 2009.

## La serie

### Prima generazione (2009-2015)
La prima generazione della Excelle GT chiamata 
Buick Excelle XT, è stata presentata nel 2009 e derivava dalla europea Opel Astra J nella versione 2 volumi e (introdotta un anno dopo) dalla statunitense Buick Verano nella versione berlina 3 volumi.

### Seconda generazione (2015-)

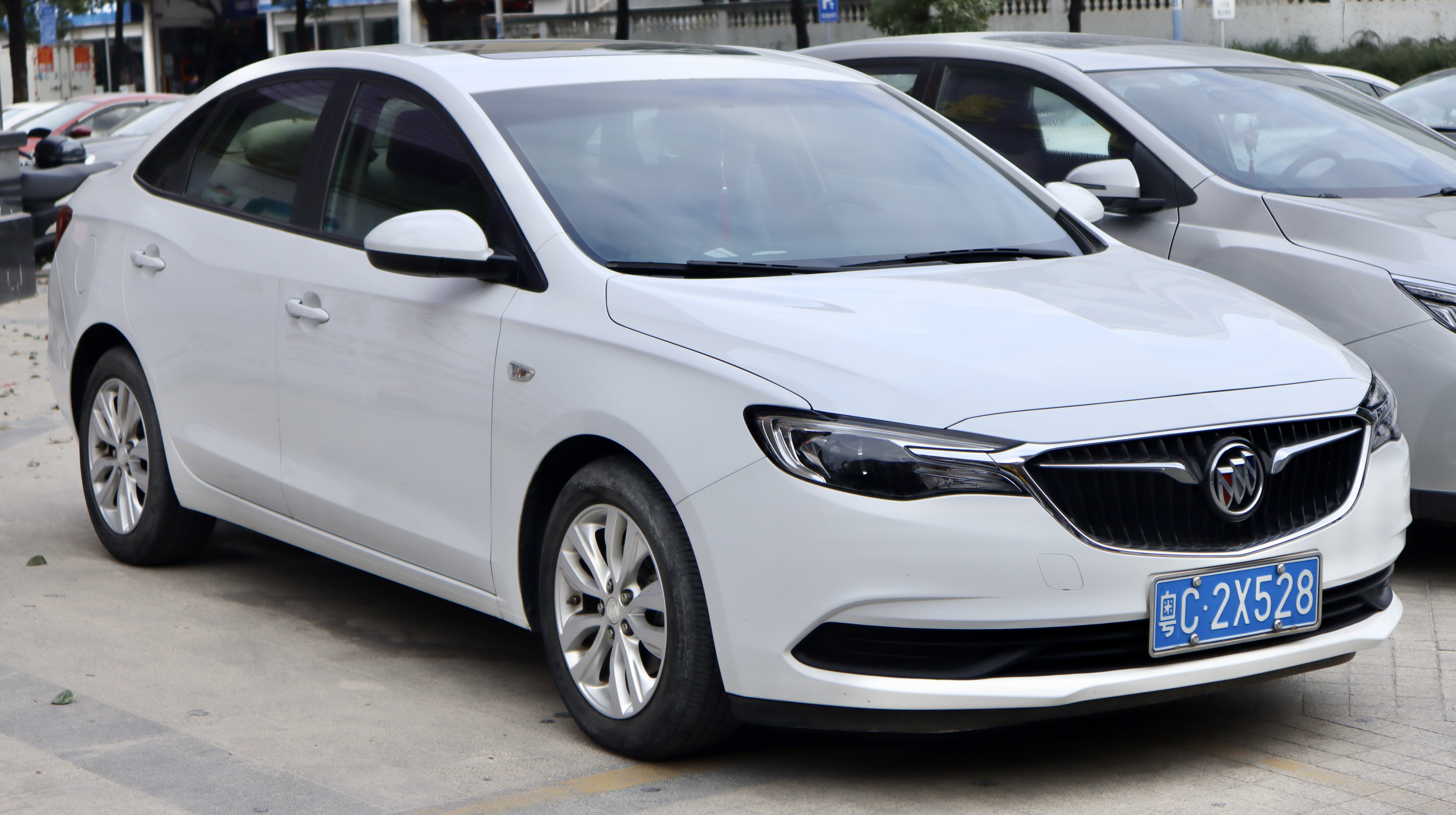
Buick Excelle GT restyling
2018

La seconda generazione della Excelle GT è stata introdotta nel marzo 2015. La versione wagon è stata presentata nell'ottobre 2017, venendo chiamata Excelle GX. Sulla base della Excelle GT di seconda generazione, la SAIC ha realizzato la Roewe i5 presentata nel novembre 2017. Le motorizzazioni disponibili sono un benzina turbo da 1,4 litri abbinato a un cambio a doppia frizione a sette rapporti o un aspirato da 1,5 litri da 113 CV (84 kW) abbinato a un cambio manuale a cinque marce o automatico a sei rapporti.
Alla fine del 2017 la Buick ha annunciato un aggiornamento della vettura. Nel 2018 la vettura è stata sottoposta ad un restyling, che ha interessato gli interni e in misura maggiore gli esterni, con un nuovo frontale caratterizzato da nuovi fari, mascherina e paraurti e in misura maggiore al posteriore, con nuovi fari più spigolosi, cofano e paraurti. Alla gamma sono stati aggiunti i motori da 1 litro e 1,3 litri a tre cilindri turbocompressori abbinati a un cambi manuale o 
a doppia frizione a 6 marce.